# Honda Transalp

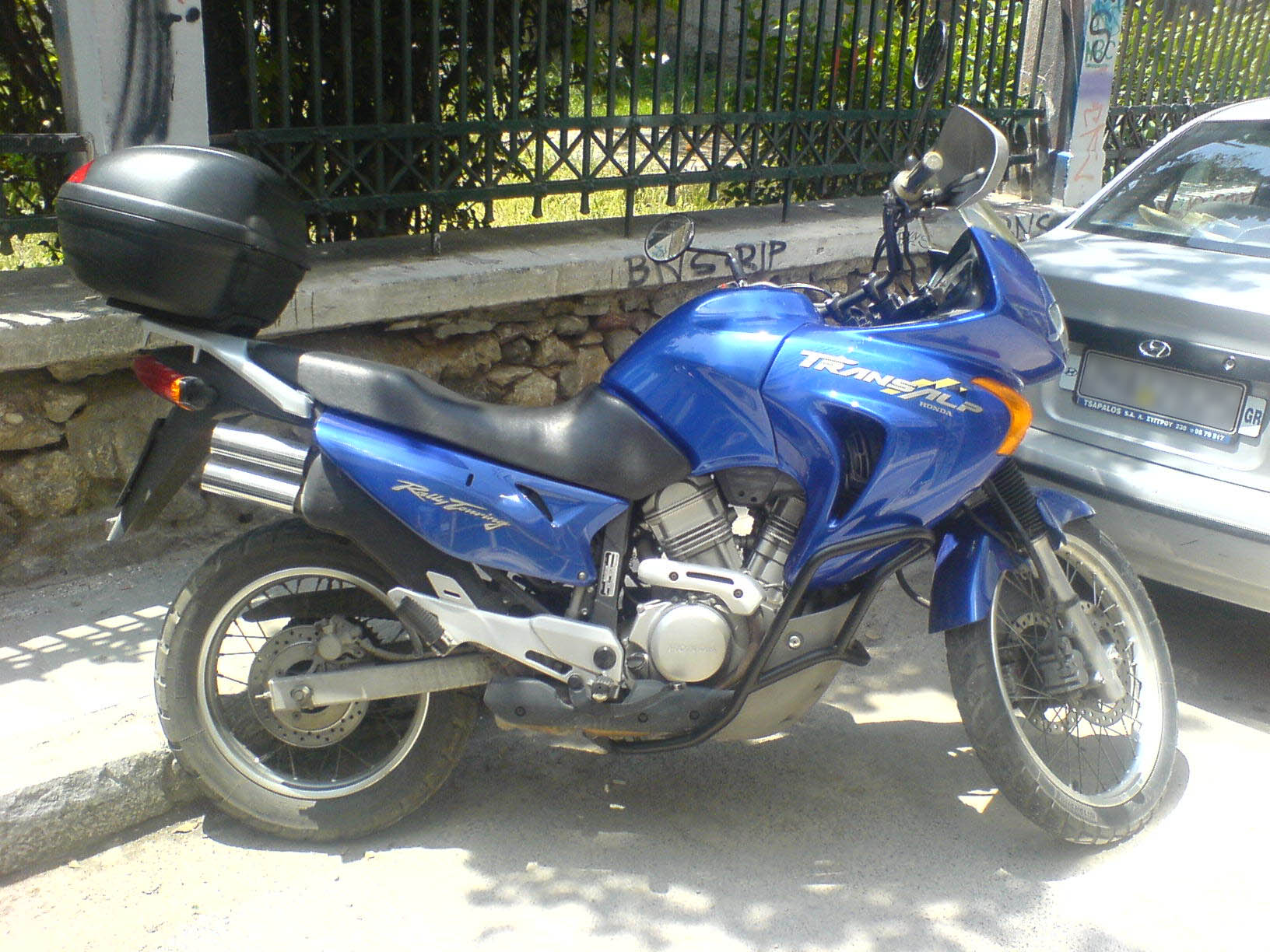
XL650V 2001

A Honda Transalp az XL400V, XL600V, XL650V, XL700V és XL750 szériák gyűjtőneve. Az XL600-asokat még Japánban kezdték gyártani, de aztán Olaszországban, az Egyesült Államokban illetve egyéb országokban is készítették. Mindegyik típus vízhűtéses, négyütemű, 52°-os V motorral van ellátva.

## Története
A prototípusát 1985-ben készítették el, amely egy off-road motorbicikli volt, 500 cm3-es motorral. Aztán megnövelték a hengerűrtartalmat 600 cm3-esre, s így mutatták be 1986 októberében, először a Salón de Paris Moto Revue kiállításon.

## Modellek

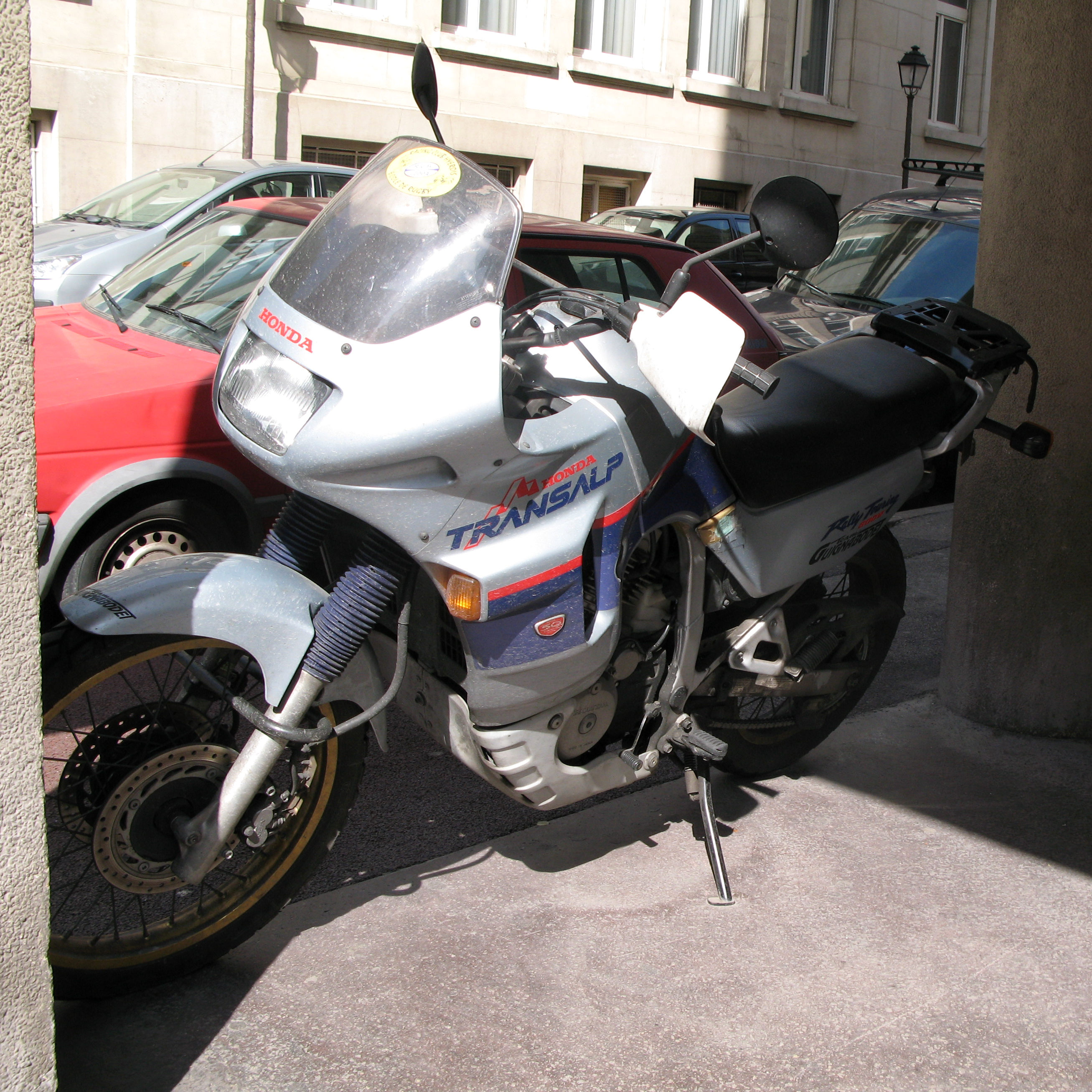

- XL600V 1987–1999. – az Egyesült Államokban 1989-től vált elérhetővé[2]
- XL650V 2000–2007. [1]
- XL700V 2008. [1]

Ezeken kívül még létezik egy 400 cm³-es modell (ND-06) amellyel a japán piacot vették célba.
Az első modell 50 lóerőt adott le 8000 1/min fordulatnál; ezt megnövelték 55 lóerőre az 1989-es és 1990-es modelleken. A későbbi modellek újból 50 lóerő leadására voltak képesek.
1991-től a hátsó dobféket tárcsafékre cserélték.
1994-ben módosítottak a burkolatformán, új színek jöttek be; ezenkívül megújult a fejburkolat, fényszóró, gyújtási rendszer,  önindító-kapcsolás, indexrelé (amely elektronikus lett),  olajszivattyú, illetve a porlasztó-szinkronizáló.
1996-ban új gyújtásrendszer (TCI), illetve porlasztó (VDFLA), valamint módosítottak a motoron azért, hogy az új emissziós normáknak megfeleljen.
1997-ben módosítottak az első féken is, amely duplatárcsás lett, és lecsökkentették 256 mm-re.
A változások miatt a Transalp tömege is módosult,  175 kg-ról (szárazon) 218 kg-ra. 
2000-ben megjelent az XL650V Transalp amely motorja a Deauville és Honda Revere-ével volt azonos. Ezzel megnövekedett a Transalp teljesítménye is: 39 kW 7500 1/min fordulatnál; a nyomaték pedig 54 Nm  5500 1/min fordulatnál. Egyúttal megnövelték a tankot 1 literrel, a Honda beszerelte a H.I.S.S indításgátlót, a modell megfelelt az Euro 1-es normának, és – dacára a megnövekedett motornak és az újításoknak –, sikerült csökkenteni a tömegén 4 kilogrammal.
2008-ban jelent meg az XL700V modell, melynek motorblokkja már 680 cm³-es és injektoros, valamint az Euro 3-as normának felel meg. Az első kerék 21 inchesből 19 inches lett, és már ABS-szel is lehetett kérni.

## Technikai adatok

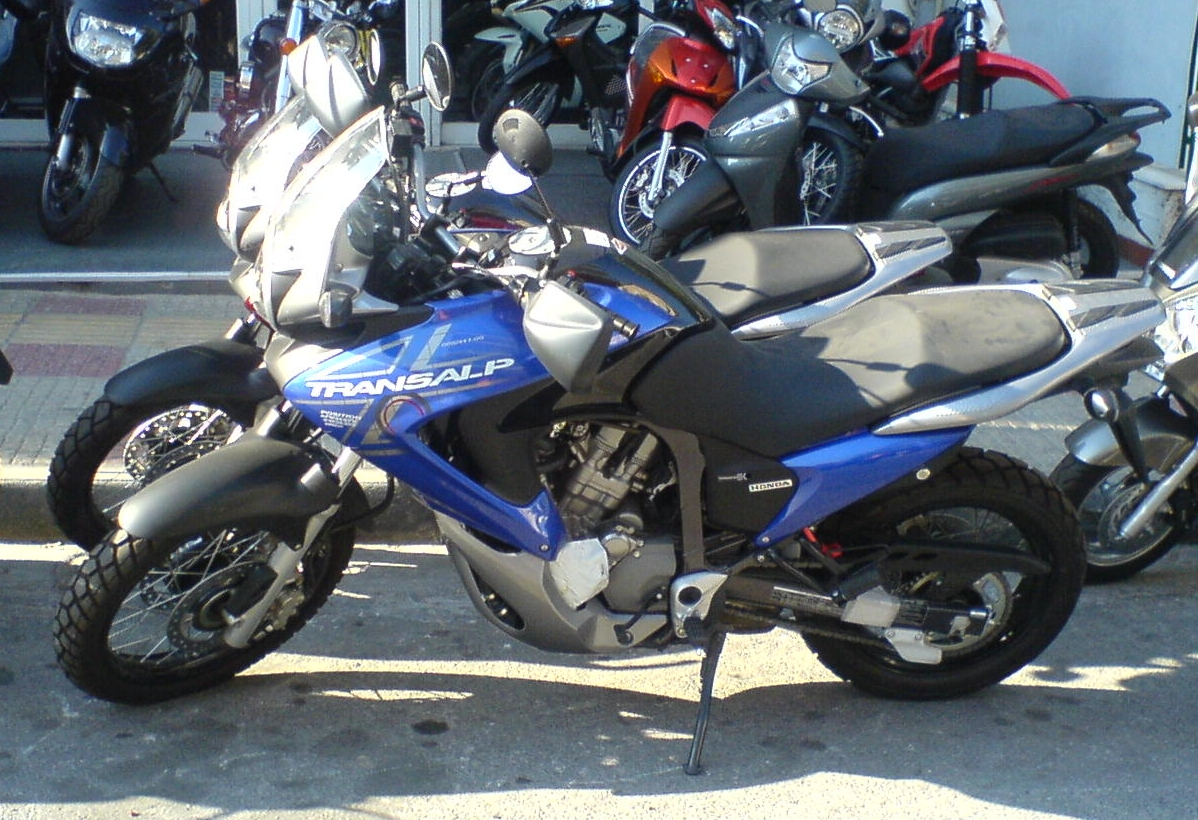
XL700V 2008

- Váltó
  - ötfokozatú

- Maximális teljesítmény
  - XL600V 34,7 kW  7542 1/min fordulatnál
  - XL650V 39 kW  7500 1/min fordulatnál
  - XL700V 44 kW  7750 1/min fordulatnál

- Maximális nyomaték
  - XL600V 49 Nm  5798 1/min fordulatnál
  - XL650V 54 Nm  5500 1/min fordulatnál
  - XL700V 60 Nm  6000 1/min fordulatnál

- Fogyasztás
  - XL600V 5,8 l/100 km
  - XL650V 6 l/100 km

## Modellek

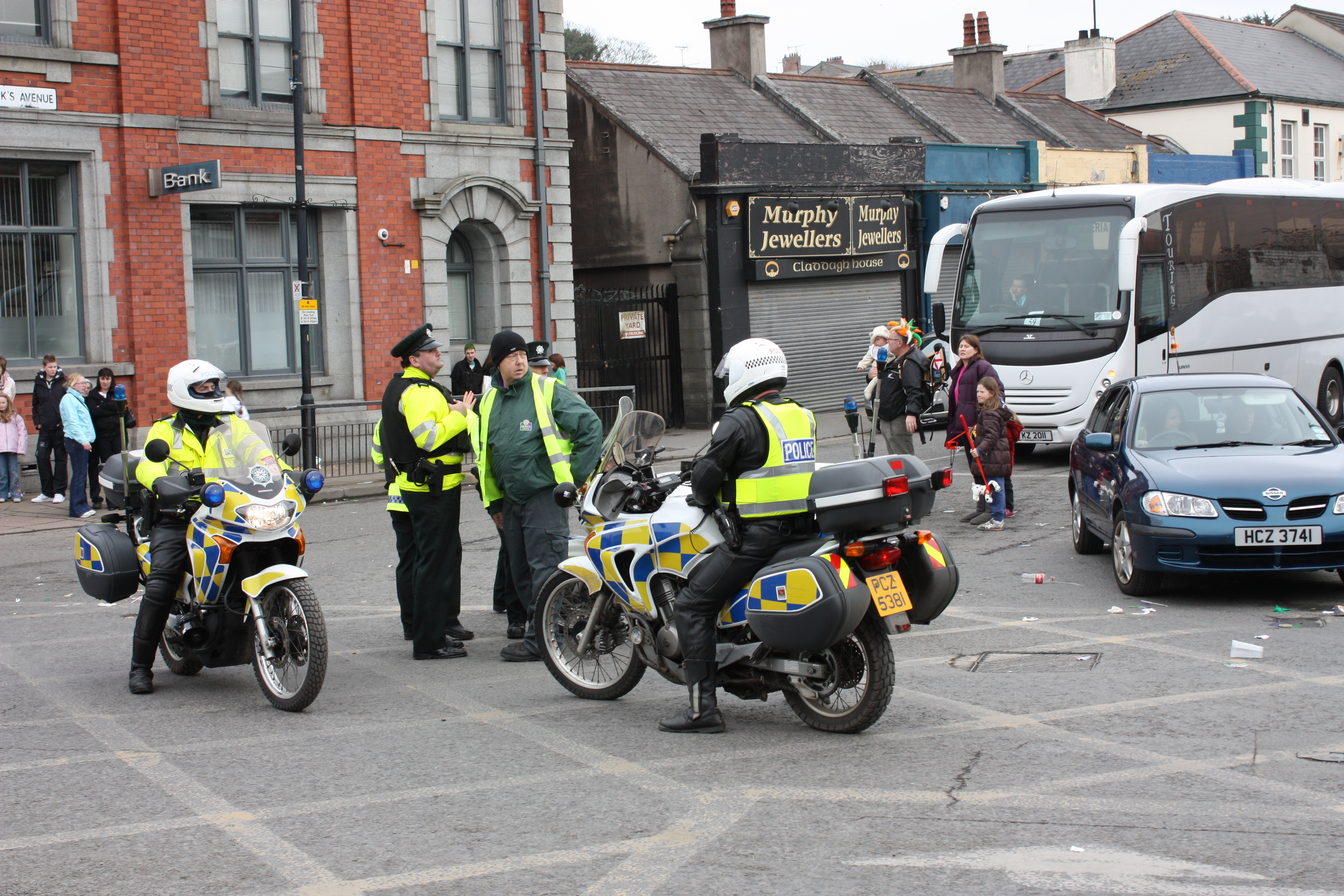
Észak-Írország rendőrei XL650V-n

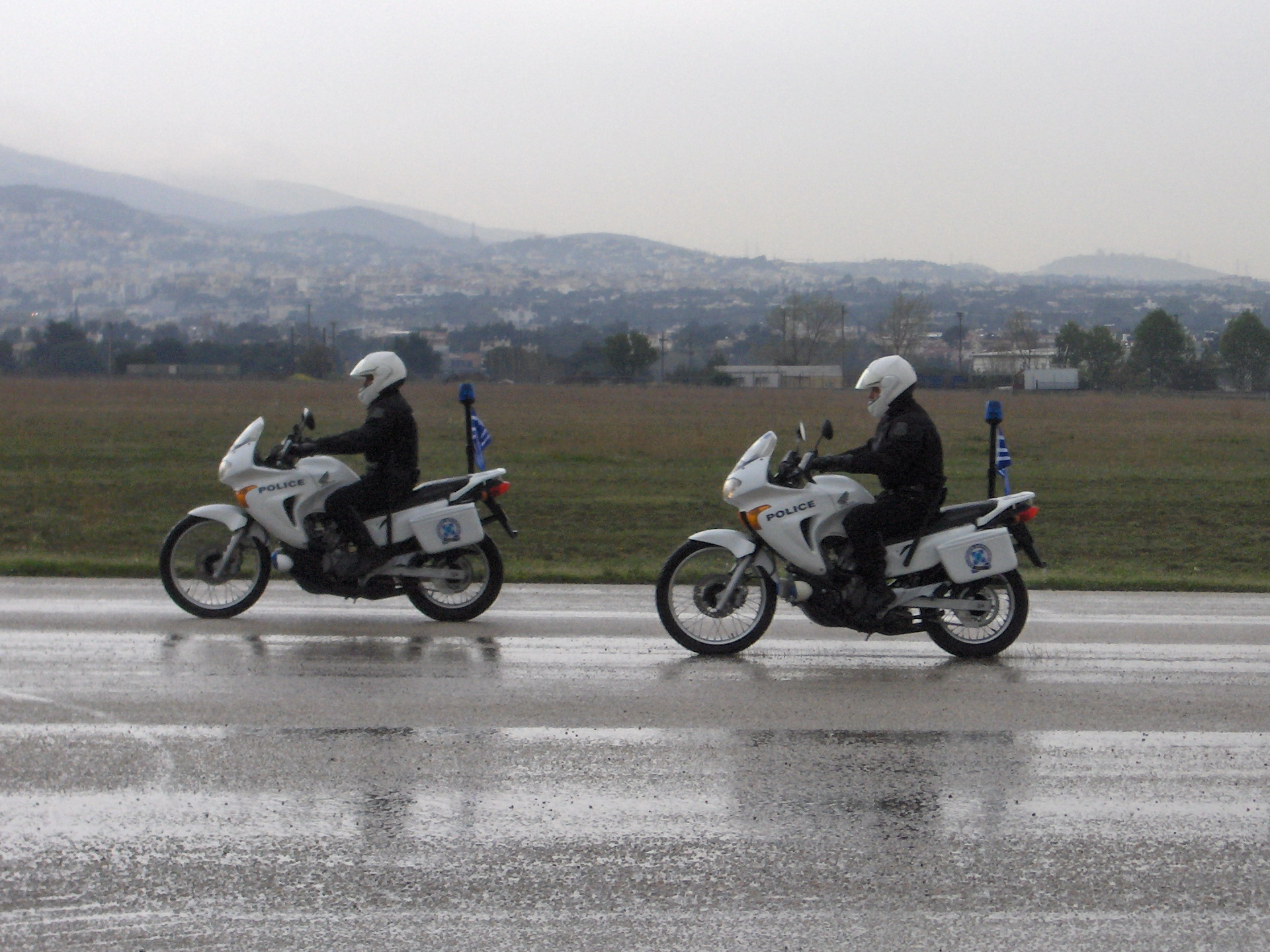
A görögöknél az XL650V a hitelesített motorbicikli

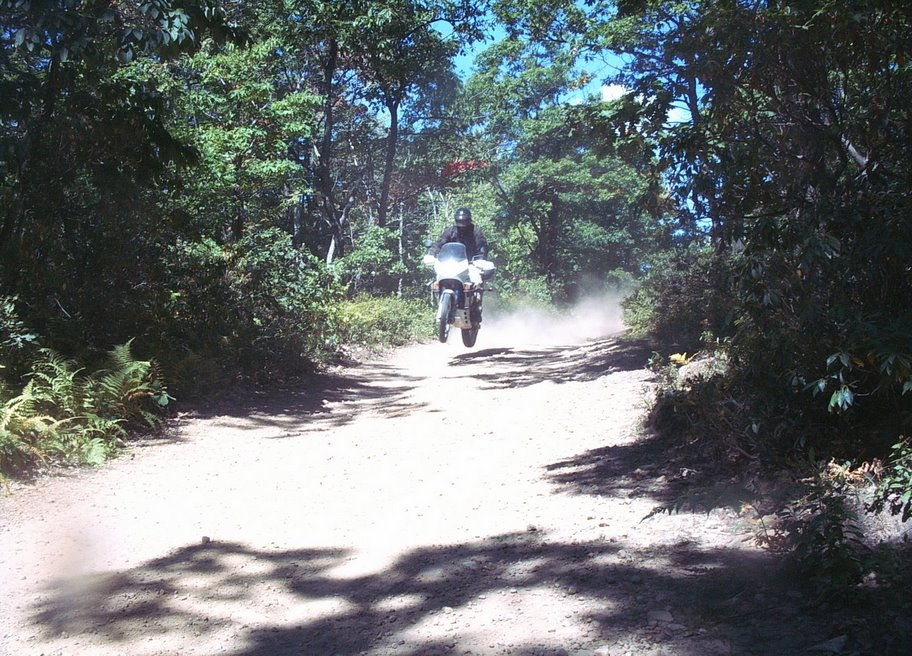
Transalp offroadozás

- 1987–1988 XL600V-H és V-J Transalp
- 1989 XL600V-K
- 1991 XL600V-M Transalp
- 1994–1995 XL600V-R
- 1996 XL600V-T
- 1997 XL600V-V
- 2000–2002 XL650V-Y V-1 V-2
- 2007 XL700V